# HP 48

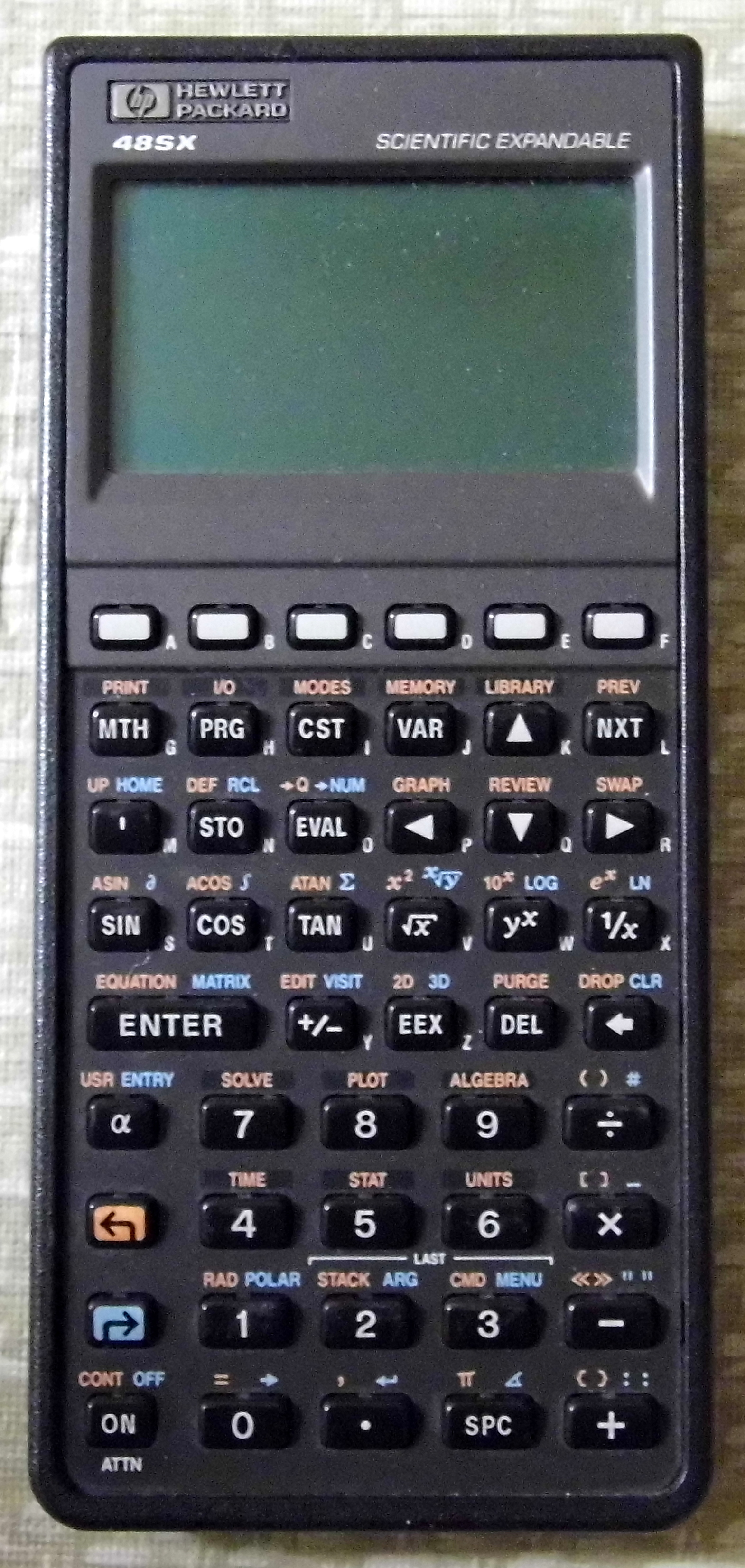
HP 48SX

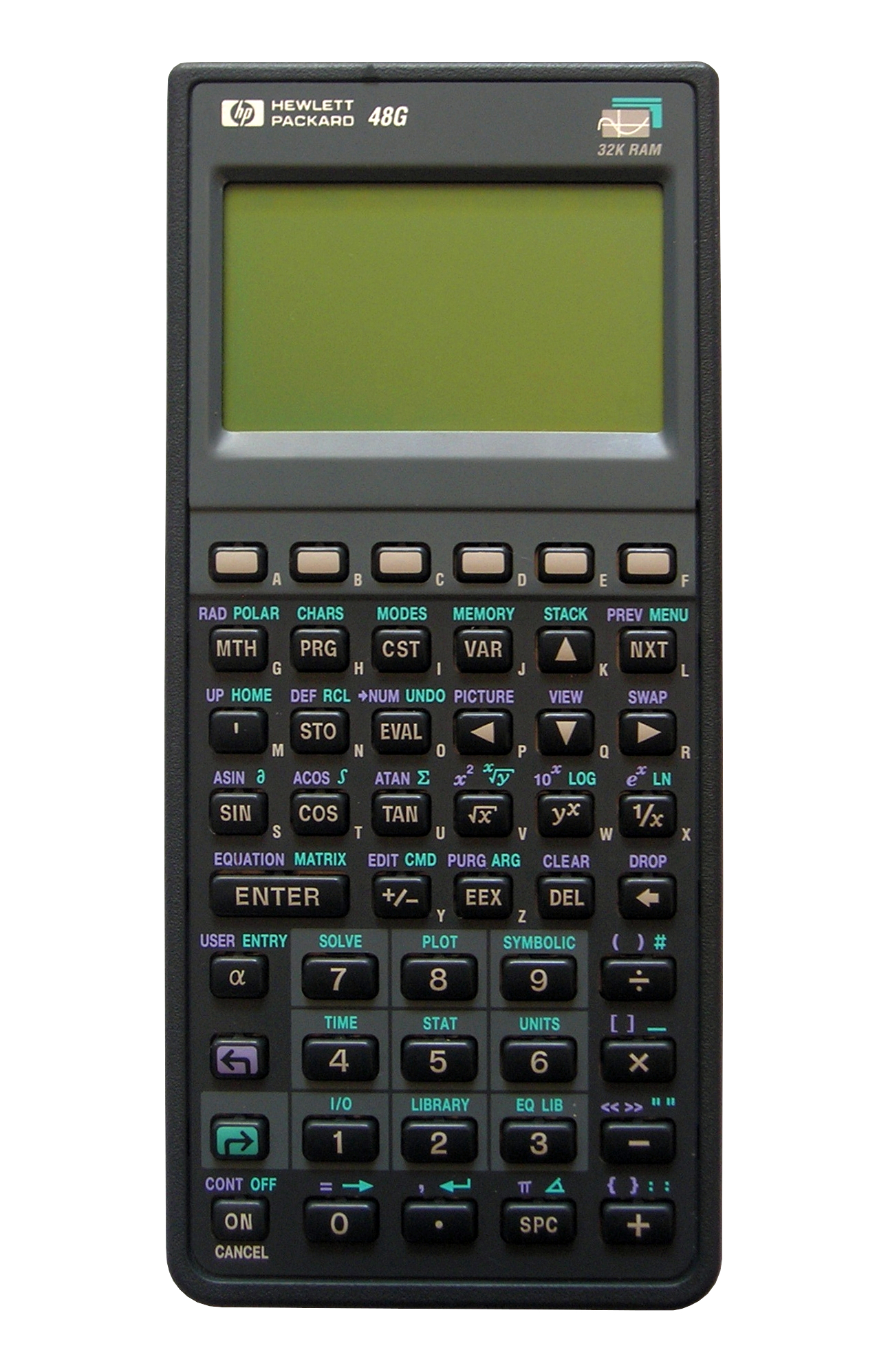
HP 48G

HP 48 ist die Bezeichnung einer Serie programmierbarer Taschenrechner des US-amerikanischen Herstellers Hewlett-Packard (HP).
Der HP 48SX wurde 1990 eingeführt und zeichnet sich durch ein neues Programmierkonzept namens Reverse Polish LISP (RPL) aus, das erstmals 1987 im HP 28C und HP 28S vorgestellt worden war. Als neues Spitzenmodell im Taschenrechnerprogramm von Hewlett-Packard löste der HP 48SX den HP-41 ab, der als HP-41C im Jahr 1979 auf den Markt gebracht worden war.
Der Serie der HP 48 Taschenrechner folgten die Taschenrechner der Serie HP 49 welche Anfang der 2010er Jahre mit dem HP 50g ein Ende fand. Die Nachfolger stellen die HP Prime Taschenrechner dar.

## Funktionsumfang
Die Programmierung unterschied sich von der des Vorgängers in folgenden Punkten:
- Der Stack war nicht mehr auf vier Ebenen beschränkt, sondern konnte beliebig wachsen. Dadurch konnten Programme als echte Unterprogramme laufen, ohne dass vorhandene Stackinhalte zerstört wurden.
- Die Datenspeicherung wurde nicht mehr über Register (über STO-xx-Befehle) abgewickelt, sondern über globale und lokale Variablen, so dass auch hier eine gegenseitige Beeinflussung von verschiedenen Programmen ausgeschlossen werden konnte
- Die Programmiersprache Reverse Polish LISP (RPL) zeichnet sich durch komplexe Kontrollstrukturen aus, wie sie von den höheren Programmiersprachen her bekannt sind, jedoch wurde auch hier das Konzept der umgekehrten polnischen Notation (UPN) übertragen (siehe Beispiel unter RPL)
- Variablen können neben den üblichen Typen auch komplexe Zahlen, Matrizen und Vektoren, algebraische Ausdrücke, Listen oder Programme zugewiesen werden
- Skalare können mit (umrechenbaren und ggf. auch aus mehreren Teilen zusammengestellten; z. B. {\displaystyle \mathrm {\tfrac {km}{s^{2}}} } oder {\displaystyle \mathrm {\tfrac {mm\cdot lyr}{s\cdot kg\cdot ft}} }) Einheiten verknüpft werden
- Rekursive Programmierung, auch von algebraischen Ausdrücken, in beliebiger Verschachtelungstiefe
- Konsequente Auslegung aller mathematischen Funktionen auch auf die Bearbeitung komplexer Zahlen und reeller/komplexer Matrizen (soweit mathematisch definiert)
- Manipulation algebraischer Ausdrücke bis hin zur formalen Ableitung von Funktionen
- Infrarotkommunikation zwischen zwei HP 48, Anschluss für serielle RS232-Schnittstelle

Die ersten Versionen wiesen einen relativ kleinen Speicher von 32 kB RAM auf, der durch maximal zwei Speicherkarten (zunächst proprietäres HP-Format, da Speicherkarten damals nicht marktüblich waren, inzwischen aber beim HP 49g+ auf SD-Karten umgestellt) erweitert werden konnte. Für viele Anwendungen war dies zunächst ausreichend, da RPL von einem Interpreter bearbeitet wird und kein Speicherbereich für das Kompilat benötigt wird.
Aufgrund dieser Fähigkeiten stellt der HP 48SX einen Meilenstein in der Entwicklung der Taschenrechner dar, der aber durch die Konkurrenz der PC-gestützten Programme (zum Beispiel Lotus-123, Microsoft Excel, Quattro Pro) nicht mehr die Bekanntheit und Bedeutung in der Praxis erlangte, wie es noch beim Vorgänger HP-41 möglich war.
Im Gegensatz zu vielen PC-Tabellenkalkulationen weicht der HP 48 nicht auf die binäre Arithmetik des mathematischen Koprozessors (zur Zeit der Vorstellung 1989 waren dies im PC die Intel-Koprozessoren 80287 und 80387) aus, sondern rechnet in BCD. Dies ermöglicht prinzipiell eine hohe numerische Genauigkeit. Da der HP 48 und seine Nachfolger jedoch mit 15 Stellen intern rechnen und jedes Zwischenergebnis auf 12 Stellen runden, ist die (ohne Manipulationen am Betriebssystem) tatsächlich nutzbare numerische Genauigkeit deutlich geringer als die doppelte Genauigkeit bei handelsüblichen PC-Prozessoren (ca. 16 Stellen). Daneben zeichnet sich das Betriebssystem durch sehr hohe Stabilität aus. Mit der Version J des HP-48SX-Betriebssystems wurden auch die letzten bekannten Fehler in den Algorithmen beseitigt. (Firmware-Images können seit dem Jahr 2000 kostenlos bezogen werden. Diese Firmware-Images werden auch von vielen PC-basierenden HP-48-Emulatoren benötigt.)
Der mit maximal 4 MHz getaktete Prozessor mit dem Codenamen Saturn ist eine Eigenentwicklung von HP. Das Betriebssystem umfasst etwa 256 kB beim HP 48SX, 512 kB beim HP 48GX und ca. 1 MB bei den Rechnern der 49G/49g+/50g-Modellreihe.

## Spezifikationen

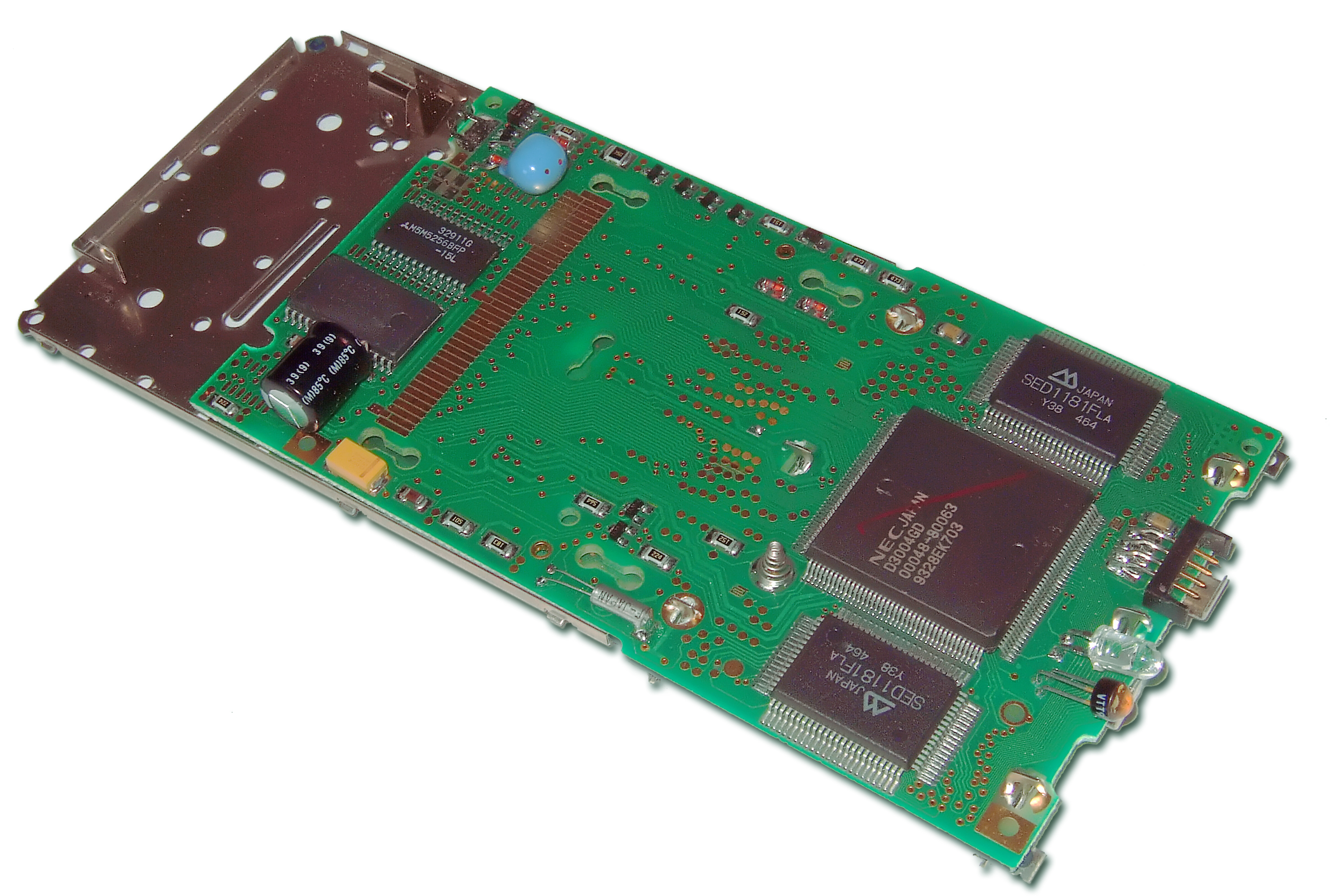
Die Hauptplatine eines HP 48G

| Modell                  | HP 48S        | HP 48SX                   | HP 48G                 | HP 48GX                   | HP 48G+                | HP 48gII (2003) | HP 48gII (2007)                  | HP 49G                   | HP 49g+                          | HP 50g                            |
| ----------------------- | ------------- | ------------------------- | ---------------------- | ------------------------- | ---------------------- | --------------- | -------------------------------- | ------------------------ | -------------------------------- | --------------------------------- |
| Jahre                   | 1991–1993     | 1990–1993                 | 1993–2003              | 1993–2003                 | 1998–2003              | 2003–2007       | 2007–?                           | 1999–2003                | 2003–2006                        | 2006–2015                         |
| CPU                     | Saturn 2 MHz  | Saturn 2 MHz              | Saturn 3,7 bis 4 MHz a | Saturn 3,7 bis 4 MHz a    | Saturn 3,7 bis 4 MHz a | ARM9 48 MHz     | ARM9 48 MHz                      | Saturn 4 MHz             | ARM9 75 MHz                      | ARM9 75 MHz                       |
| RAM                     | 32 kB         | 32 kB                     | 32 kB                  | 128 kB                    | 128 kB                 | 128 kB          | 256 kB                           | 512 kB                   | 512 kB (384 kB nutzbar)          | 512 kB (384 kB nutzbar)           |
| Flash-Speicher          | HP Prime      |                           |                        |                           |                        |                 |                                  | 2 MB (ROM)               | 2 MB (768 kB nutzbar als Port 2) | 2 MB (768 kB nutzbar als Port 2)  |
| Port 1                  |               | HP-Erweiterung bis 128 kB |                        | HP-Erweiterung bis 128 kB |                        |                 |                                  | 256 kB reserviert im RAM | 128 kB reserviert im RAM         | 128 kB reserviert im RAM          |
| Port 2                  |               | HP-Erweiterung bis 128 kB |                        | HP-Erweiterung bis 4 MB   |                        |                 |                                  |                          | 768 kB reserviert im Flash       | 768 kB reserviert im Flash        |
| SD Memory Card (Port 3) |               |                           |                        |                           |                        |                 |                                  |                          | bis 2 GB                         | bis 2 GB                          |
| Display                 | LCD 64×131    | LCD 64×131                | LCD 64×131             | LCD 64×131                | LCD 64×131             | LCD 64×131      | LCD 64×131                       | LCD 64×131               | LCD 80×131                       | LCD 80×131                        |
| Datenübertragung        | seriell, IR b | seriell, IR b             | seriell, IR b          | seriell, IR b             | seriell, IR b          | IrComm, seriell | IrComm, seriell USB (nur zum PC) | seriell                  | IrComm, USB (nur zum PC)         | seriell, IrComm, USB (nur zum PC) |

## Nachfolger

### HP49G

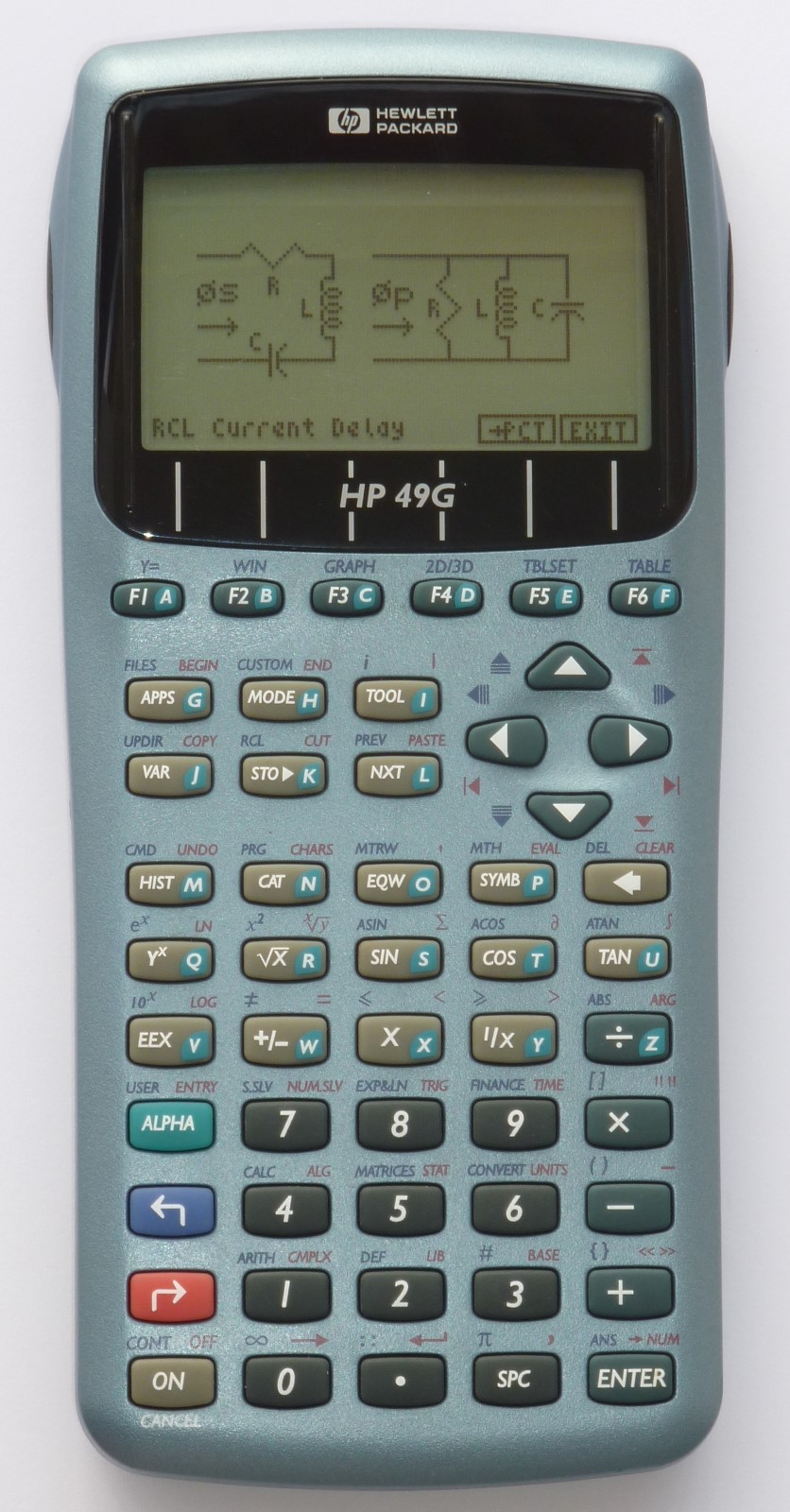
HP 49G

Unmittelbarer HP 48-Nachfolger ist die 49G-Reihe, die sich vor allem durch eine Erweiterung des HP 48-Befehlssatzes, ein leistungsfähiges Computeralgebrasystem (CAS) für symbolische mathematische Operationen und eine etwas verbesserte Performance der Hardware, jedoch auch durch eine qualitativ schlechter verarbeitete Tastatur auszeichnen. Beim HP 49G ist auch ein großer Teil der Software durch Optimierung wesentlich schneller geworden. Dabei wurden Teile der Software in Assemblersprache übersetzt. Beim HP 49G wurde auch die Infrarotschnittstelle weggelassen – sie wurde allerdings mit dem Nachfolgemodell HP 49g+ wieder eingeführt.
Dieses Taschenrechnermodell ist das letzte seiner Art mit physischen Saturn-Prozessor. Die nachfolgenden Modelle der Serie setzen softwarebasierende Saturn-Emulatoren auf der ARM-Architektur basierenden Prozessoren ein. 

### HP49g+

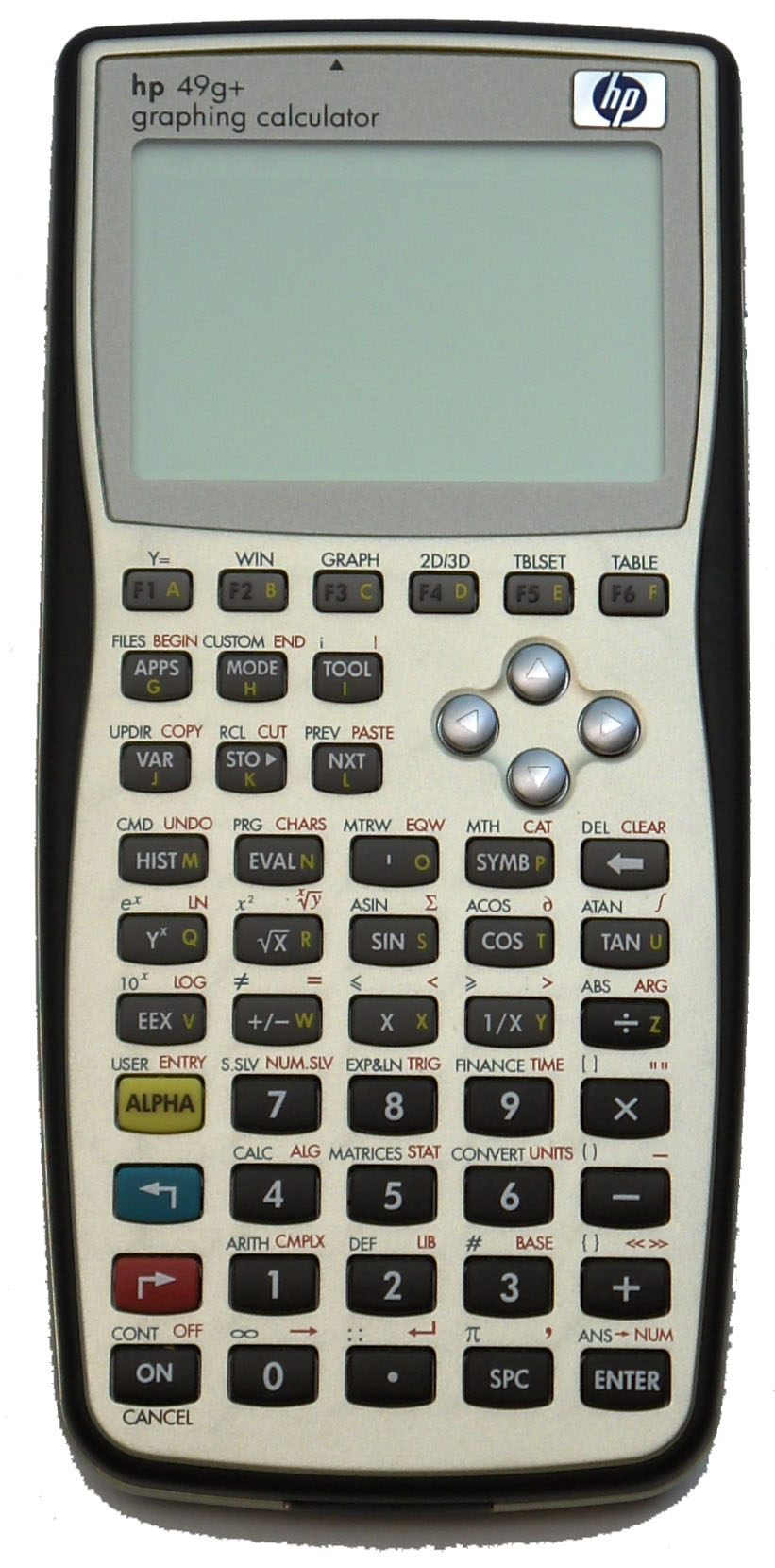
HP 49g+

Die Infrarotschnittstelle wurde im Nachfolgemodell HP 49g+ wieder eingebaut, allerdings verwendet sie das IrCOMM-Protokoll und nicht wie die HP 48-Reihe ein HP-spezifisches Protokoll. Der HP 49g+ besitzt anstelle einer seriellen Schnittstelle einen USB-Anschluss, der einen schnelleren Datenaustausch mit dem PC ermöglicht (für Microsoft Windows wird ein Treiber auf CD-ROM beigelegt, der Linux-Kernel ab 2.6.x verfügt über einen entsprechenden Treiber). Seit dem HP 49g+ wird ein ARM-Prozessor mit 75 MHz eingesetzt, auf dem der Saturn-Prozessor softwaremäßig emuliert wird. Die Fertigung der Saturn-CPUs war von NEC eingestellt worden.
Die Firmware des HP 49g+ kann aufgrund des Saturn-Emulators im Taschenrechner nicht mehr auf den diversen HP 48-Emulatoren wie dem EMU48 eingesetzt werden. Anfang 2007 waren keine HP-Emulatoren für PCs verfügbar, die direkt auf dem ROM-Image der Firmware die ARM-basierte Architektur des HP 49g+ emulieren konnten.

### HP50g

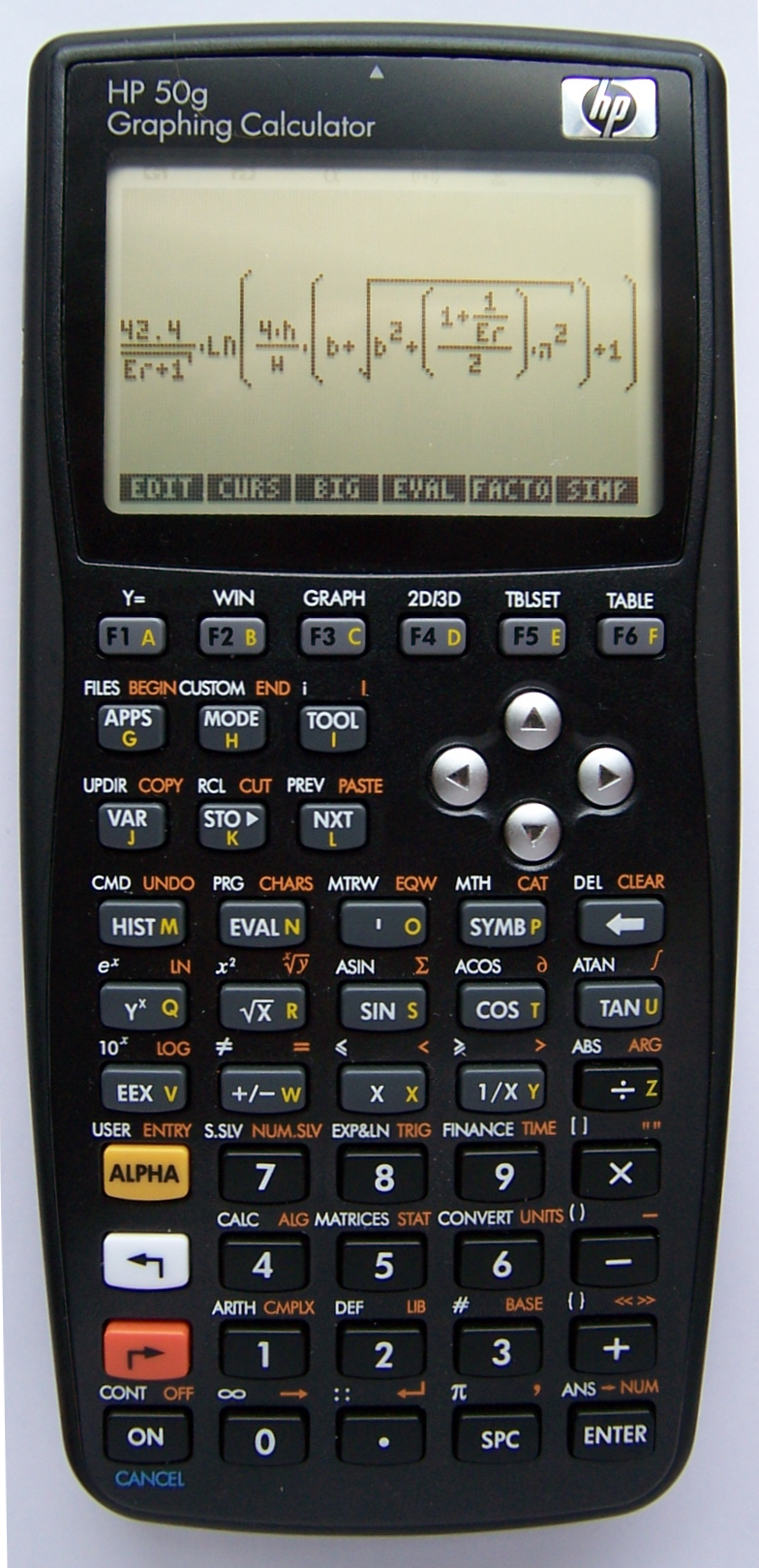
HP 50g

Der HP 50g ist das letzte Modell der 48/49/50-Reihe von HP und verfügt über die Fähigkeiten des HP 49g+, ist mit einer verbesserten Tastatur ausgestattet sowie durch eine serielle Schnittstelle erweitert. Der HP-50g verwendet wie bereits der HP 48gII vier Mikro-Batterien (AAA-Batterien). Dieses Modell schließt farblich an die HP-48-Reihe an. Das Gehäuse ist standardmäßig schwarz. Die Shift-Tasten haben die Farben Weiß und Orange, die Alpha-Taste ist wie beim HP 49g+ gelb. Der HP 50g ist auch mit blauem Gehäuse erhältlich.
Die vom HP 48 bekannten Erweiterungen für Physik (Hunderte von Formeln mit Gleichungslöser) und Chemie (Periodentafel, Eigenschaften aller chemischen Elemente) sind als Bibliotheken für den HP 50g kostenfrei verfügbar.
Die neuere Firmware des HP 50g kann auch direkt ohne Veränderungen in HP 49g+-Rechnern eingesetzt werden, womit Benutzer des Vorgängermodells in den Genuss aller funktionalen Verbesserungen kommen. Für die Modellreihe ist eine Software verfügbar, mit der die gesamte Benutzerführung für alle in den Rechner eingebauten Programme auf Deutsch erfolgt, des Weiteren ist auch die Gleichungsbibliothek in Deutsch verfügbar.